# Allobates picachos
Espèce
Synonymes
- Colostethus picachos Ardila-Robayo, Acosta-Galvis & Coloma, 2000 "1999"

Statut de conservation UICN

 EN  : En danger
Allobates picachos est une espèce d'amphibiens de la famille des Aromobatidae.

## Répartition
Cette espèce est endémique de San Vicente del Caguán sur la cordillère de Los Picachos dans le département de Caquetá en Colombie. Elle se rencontre vers 1 600 m d'altitude.

## Publication originale
- Ardila-Robayo, Acosta-Galvis, & Coloma, 2000 "1999" : A new species of Colostethus Cope 1867 (Amphibia: Anura: Dendrobatidae) from the Cordillera Oriental of Colombia. Revista de la Academia Colombiana de Ciencias Exactas Fisicas y Naturales, vol. 23, suplemento especial, p. 239-244 (texte intégral).